# Svenska fruktviner
Fruktviner har en lång tradition i Sverige och övriga nordeuropeiska länder som ligger norr om vinrankans naturliga utredningsområde och traditionella odlingsområde. Detta antyds bland annat av det svenskspråkiga namnet på flera arter i släktet Ribes - vinbär. Annars torde äpplen vara den traditionellt vanligaste råvaran för fruktvin (då naturligen benämnt äppelvin) framställt i Sverige, och fruktvin torde ha framställts av egenodlad frukt för privat konsumtion, snarare än köpts kommersiellt.
Flera tillverkare i Sverige framställer fruktvin kommersiellt. Dessa förekommer i såväl torra som söta varianter, gjorda på olika fruktråvaror, och såväl "stilla" som mousserande.
Eftersom inga svenska fruktviner har någon skyddad ursprungsbeteckning, till skillnad från de flesta traditionella europeiska viner, kan man inte säkert utläsa av förpackningen varifrån fruktråvaran kommer. Ett fruktvin som är tillverkat i Sverige behöver inte vara gjort på svensk fruktråvara.

## Lista över svenska fruktviner (urval)
- Apple Ice Wine Åkerö - artikelnr 2957
- Grythyttan Hjortron - artikelnr 12095-01
- Grythyttan Skogsglögg - artikelnr 9961101/12